# Élections générales britanniques de 1945 en Écosse
Des élections générales britanniques ont lieu le 5 juillet 1945 pour élire la 38e législature du Parlement du Royaume-Uni. L'Écosse élit 71 des 640 députés.

## Résultats
| Partis | Partis                   | Partis                   | Voix      | Voix  | Voix       | Total des sièges | Total des sièges | Total des sièges |
| Partis | Partis                   | Partis                   | Votes     | %     | +/−        | Sièges           | +/−              |                  |
| ------ | ------------------------ | ------------------------ | --------- | ----- | ---------- | ---------------- | ---------------- | ---------------- |
|        | Travailliste             | Travailliste             | 1 144 310 | 47,9  | 11,1       | 37 / 71          | 17               |                  |
|        | Conservateur             | Conservateur             | 964 134   | 40,3  |            | 27 / 71          |                  |                  |
|        | Unioniste                | 878 206                  | 36,7      | 5,3   | 24 / 71    | 11               |                  |                  |
|        | National-libéral         | 85 937                   | 3,6       | 3,1   | 3 / 71     | 4                |                  |                  |
|        | Libéral                  | Libéral                  | 132 849   | 5,6   | 1,1        | 0 / 71           | 3                |                  |
|        | Travailliste indépendant | Travailliste indépendant | 40 725    | 1,7   | 3,3        | 3 / 71           | 1                |                  |
|        | Communiste               | Communiste               | 33 265    | 1,4   | 0,8        | 1 / 71           | stagnation       |                  |
|        | SNP                      | SNP                      | 30 595    | 1,3   | 0,2        | 0 / 71           | stagnation       |                  |
|        | Common Wealth            | Common Wealth            | 4 231     | 0,2   |            | / 71             |                  |                  |
|        | Autres                   | Autres                   | 39 774    | 1,7   | 1,7        | 3 / 71           | 3                |                  |
| Total  | Total                    | Total                    | 2 389 892 | 100,0 | stagnation | 71 / 71          | stagnation       |                  |